# Million Reasons
Million Reasons is een popnummer van de Amerikaanse zangeres Lady Gaga, afkomstig van het album Joanne. Het is uitgebracht op 8 november 2016. Het is geschreven door Lady Gaga, Hillary Lindsey en Mark Ronson.

## Hitnoteringen
Million Reasons heeft geen hitnoteringen bereikt in Nederland. In andere landen, zoals Nieuw-Zeeland en de Verenigde Staten, heeft het nummer de top 10 behaald. Het is in Australië en Canada met goud bekroond, in de Verenigde Staten platina.